# Sek-butyllithium
sek-Butyllithium, zkráceně sek-BuLi nebo s-BuLi, je organokovová sloučenina se vzorcem CH3CH2CH(Li)CH3, používaná v organické syntéze jako zdroj sek-butylových karboaniontů.

## Příprava
Sek-BuLi lze získat reakcí sek-butylhalogenidů s kovovým lithiem:

## Vlastnosti

### Fyzikální vlastnosti
sek-Butyllithium je bezbarvá viskózní kapalina.
Hmotnostní spektrometrií bylo zjištěno, že čistá sloučenina má tetramerní strukturu.
Tetramer se vytváří i v roztocích této látky v organických rozpouštědlech, jako jsou benzen, cyklohexan a cyklopentan. Roztok v cyklopentanu vytváří, jak bylo zjištěno 6Li-NMR, za teplot pod −41 °C hexamer.
V rozpouštědlech dodávajících elektrony, jako je například tetrahydrofuran, se vyskytuje rovnováha mezi monomerem a dimerem.

### Chemické vlastnosti
Vazba uhlík-lithium je silně polární, což způsobuje zásaditost uhlíkového atomu, podobně jako u jiných organolithných sloučenin. Sek-butyllithium je silnější zásadou než odpovídající primární sloučenina, n-butyllithium, a vykazuje také silnější sterické efekty. S-BuLi se používá na deprotonace velmi slabých karbonových kyselin, kde n-BuLi není dostatečně reaktivní; vzhledem ke značné zásaditosti je však třeba s touto látkou zacházet opatrněji, než s n-BuLi - například diethylether s s-BuLi reaguje za pokojové teploty do několika minut, zatímco etherové roztoky n-BuLi jsou stálé.
Sloučenina se za pokojové teploty pomalu rozkládá, za vyšších teplot je rozklad (na hydrid lithný a buteny) rychlejší.

## Použití
Využití s-butyllithia jsou často podobná jako u ostatních organolithných činidel.
Společně se sparteinem, sloužícím jako chirální pomocník, lze sek-butyllithium použít na enantioselektivní deprototonace. To je také vhodné pro lithiace arenů.